# Zuzanna Szadkowski
Zuzanna Szadkowski (Warschau, 22 oktober 1978) is een Poolse/Amerikaanse actrice.
Szadkowski is het meest bekend van haar rol als Dorota Kishlovsky in de televisieserie Gossip Girl waar zij in 79 afleveringen speelde (2007-2012).

## Biografie
Szadkowski werd geboren in Warschau en emigreerde met haar familie op driejarige leeftijd naar Fort Wayne Amerika. Zij doorliep de high school aan de R. Nelson Snider High School aldaar, waar zij in 1997 haar diploma haalde. Hierna ging zij studeren aan de Barnard College, een onderdeel aan de Columbia-universiteit in New York. Zij haalde haar master of fine arts aan de Institute for Advanced Theater Training, onderdeel aan de Harvard-universiteit in Cambridge. 
Szadkowski begon samen met  een acteerschool, genaamd Sam Weisman Studio.

## Filmografie

### Films
- 2020 Minyan - als Rivka
- 2020 What Is Life Worth - als Myrna
- 2016 Things I Hate Pilot Episodes - als Yulya
- 2016 Loserville - als Janice Rappaport
- 2014 Growing Up and Other Lies - als CeCe
- 2013 Butterflies of Bill Baker – als Monica
- 2012 Where Is Joel Baum? – als Poolse schoonmaakster
- 2011 Tower Heist – als Poolse dienstmeid

### Televisieseries
Uitgezonderd eenmalige gastrollen.
- 2022 The Gilded Age - als Mabel Ainsley - 5 afl.
- 2014-2015 The Knick - als verpleegster Pell - 15 afl.
- 2007-2012 Gossip Girl – als Dorota Kishlovsky – 79 afl.
- 2009 Guiding Light – als zuster Angelica – 3 afl.
- 2007 The Sopranos – als Elzbieta – 2 afl.

- Library of Congress Control Number: no2016048154
- Virtual International Authority File: 6146095185100370534
- WorldCat: E39PBJwddTm4B8hGR7kFMqHV4q